# Ghurbaghestan-e Olja
Ghurbaghestan-e Olja – wieś w północnym Iranie, w ostanie Kermanszah. W 2006 roku miejscowość liczyła 160 osób w 32 rodzinach.